# Head Music
| 전문가 평가               | 전문가 평가 |
| 평가 점수                 | 평가 점수   |
| 출처                      | 점수        |
| ------------------------- | ----------- |
| AllMusic                  | [ 1 ]       |
| Entertainment Weekly      | C-          |
| The Guardian              | [ 3 ]       |
| Los Angeles Times         | [ 4 ]       |
| NME                       | 7/10        |
| The Philadelphia Inquirer | [ 6 ]       |
| Pitchfork                 | 7.4/10      |
| Q                         | [ 8 ]       |
| Rolling Stone             | [ 9 ]       |
| Spin                      | 7/10        |

《Head Music》는 영국의 얼터너티브 록 밴드 스웨이드의 네 번째 스튜디오 음반으로, 1999년 5월, 누드 레코드를 통해 발매되었다. 이 음반은 스티브 오스본이 프로듀싱 및 믹싱을 맡았으며, 밴드로서는 새로운 시도로 일렉트로닉한 사운드를 강조한 것이 특징이다. 《Head Music》의 녹음 과정은 보컬리스트 브렛 앤더슨의 크랙 코카인 중독과 키보디스트 닐 코들링의 만성피로증후군으로 인해 여러 어려움을 겪었다. 그럼에도 불구하고 이 음반은 영국 음반 차트에서 1위를 차지하며 스웨이드의 세 번째이자 마지막 정상에 오른 음반이 되었다. 전반적으로 비평가들로부터는 대체로 호평을 받았다.

## 배경 및 녹음
《Sci-Fi Lullabies》라는 B-사이드 컴필레이션 음반을 발표한 후, 스웨이드는 1년 넘게 대중의 시야에서 물러나 있기로 결정했다. 이 기간 동안 닐 코들링은 병 때문에 대부분의 시간을 침대에서 보냈고, 동시에 브렛 앤더슨의 약물 남용은 점점 우려의 대상이 되었다. 앤더슨은 밴드의 기존 사회적 관계 바깥에 있는 사람들과 어울리기 시작했으며, 특히 매트 오스먼을 비롯한 밴드 멤버들은 이들을 달가워하지 않았다. 오스먼은 "무엇보다 그가 어울리던 사람들 중에 정말 참을 수 없는 부류가 많았어요. 그들은 밴드와도 아무 상관 없고, 음악과도 상관없는, 오직 마약에만 관련된 사람들이었죠. 그냥 마약 친구들이었어요."라고 회상했다.
스웨이드는 이전까지 함께 작업해 온 프로듀서 에드 불러와의 협업을 마무리하기로 결정했다. 밴드는 세 명의 다른 프로듀서와 함께 15곡의 데모를 작업하며 보다 프로듀싱이 강조되고 일렉트로닉한 사운드로 나아가고자 했고, 결국 스티브 오스본을 음반의 프로듀서로 선택했다. 오스본은 이전에 해피 먼데이스와 작업한 경력이 있었다. 앤더슨에 따르면 《Head Music》은 스웨이드의 가장 실험적인 음반이며, 오스본의 역할이 그러한 실험성에 크게 기여했다. "스티브는 이번 음반의 사운드 대부분을 책임졌어요. 우리가 그를 선택한 건 무엇보다도 〈Savoir Faire〉에서 기가 막히게 멋진 작업을 해냈기 때문이에요... 정말 흥미롭고 독특한 사운드였죠." 오스본의 참여로 인해 스웨이드가 댄서블한 방향으로 전향하는 것이 아니냐는 루머가 돌았지만, 밴드는 이를 부인했다. 오스먼은 이번 음반이 이전 곡들보다 "그루브하다"고 설명하며 일부 곡은 코드 하나나 두 개로 구성되어 있다고 밝혔고, 앤더슨은 "댄스 음반을 만들어보겠다는 뻔한 시도는 가장 하고 싶지 않은 일이었어요. 그렇게 했더라면 정말 형편없는 결과물이 나왔을 거예요."라고 말했다.
오스본은 처음에 메이페어 스튜디오에서 1주일간의 시험 녹음을 위해 고용되었는데, 이는 작업 과정이 어떻게 진행될지를, 또는 양측이 실제로 함께 작업할 수 있을지를 보기 위한 것이었다. 스웨이드의 전기 작가 데이비드 바넷은 그들이 시험 세션에서 오스본과 함께 〈Savoir Faire〉를 시험 녹음했던 날을 기억한다. 그는 앤더슨의 친구 두 명에게 크랙 파이프를 권유받았던 일을 회상한다. "순진하게도 그것을 해시 파이프라고 생각하고 제안을 받아들였고, 동시에 팝퍼스 여러 병을 들이마신 듯한 감각을 경험하고 놀랐습니다. 이것이 제가 개인적으로 경험한 첫 번째이자 마지막 크랙이었습니다." 앤더슨은 2년 반 동안 그 약물에 중독되어 있었지만, 1999년 말 매우 가까운 누군가가 병에 걸리면서 끊게 되었다. 그는 그 이후로 계속 깨끗한 상태를 유지하고 있다. 《Head Music》은 1998년 8월부터 1999년 2월까지 녹음되었다. 여러 스튜디오가 사용되었으며, 이스트코트, 사름 훅 엔드, 마스터 록, 에덴 스튜디오 등이 포함되었다.

## 제목 및 커버 아트
농담으로, 밴드는 처음에 음반 제목을 언론에 한 글자씩 흘리기 시작했다. 하지만 두 번째 글자를 공개한 지 이틀 후, 베이시스트 매트 오스먼이 음반 제목을 발표했고, 제목을 한 글자씩 공개하게 된 아이디어가 어디서 나왔는지를 설명했다. "누드의 대표인 솔 갤펀이 제목을 재촉하자, 브렛이 '내가 한 번에 한 글자씩 말할 테니 네가 맞혀봐'라고 말했어요." 첫 두 글자가 공개된 뒤에는, 제목이 《Heroin》이 될 것이라는 추측이 나왔다. 커버 아트에는 앤더슨의 여자친구 샘과 닐 코들링이 등장하며, 피터 새빌이 아트 디렉션을 맡았고 하워드 웨이크필드와 폴 헤더링턴이 디자인을 맡았다. 앤더슨은 새빌에게 "서로의 머리에 귀를 대고 서로의 머릿속 이야기를 듣고 있는 것 같은, 머리로 이어진 두 사람을 원했어요"라고 말했고, 새빌은 몇 장의 사진을 보여준 끝에 결국 우리가 발매한 커버를 얻게 되었다.

## 곡 목록
| #   | 제목                        | 작사·작곡                             | 재생 시간 |
| --- | --------------------------- | ------------------------------------- | --------- |
| 1.  | 〈Electricity〉             | 브렛 앤더슨, 닐 코들링, 리처드 오크스 | 4:39      |
| 2.  | 〈Savoir Faire〉            | 앤더슨                                | 4:37      |
| 3.  | 〈Can't Get Enough〉        | 앤더슨, 코들링                        | 3:58      |
| 4.  | 〈Everything Will Flow〉    | 앤더슨, 오크스                        | 4:41      |
| 5.  | 〈Down〉                    | 앤더슨, 오크스                        | 6:12      |
| 6.  | 〈She's in Fashion〉        | 앤더슨, 코들링                        | 4:53      |
| 7.  | 〈Asbestos〉                | 앤더슨, 코들링                        | 5:17      |
| 8.  | 〈Head Music〉              | 앤더슨                                | 3:23      |
| 9.  | 〈Elephant Man〉            | 코들링                                | 3:06      |
| 10. | 〈Hi-Fi〉                   | 앤더슨                                | 5:09      |
| 11. | 〈Indian Strings〉          | 앤더슨                                | 4:21      |
| 12. | 〈He's Gone〉               | 앤더슨, 코들링                        | 5:35      |
| 13. | 〈Crack in the Union Jack〉 | 앤더슨                                | 1:56      |

## 인증
| 국가                       | 인증 | 판매량/출하량 |
| -------------------------- | ---- | ------------- |
| 스웨덴 (GLF)               | 골드 | 40,000^       |
| 영국 (BPI)                 | 골드 | 100,000^      |
| ^출하량을 기반으로 한 인증 |      |               |